# Cathédrale de Pontremoli
La cathédrale de Pontremoli est une église catholique romaine de Pontremoli, en Italie. Il s'agit d'une cocathédrale du diocèse de Massa Carrare-Pontremoli.